# Groß Twülpstedt
Groß Twülpstedt település Németországban, azon belül Alsó-Szászország tartományban. Lakosainak száma 2802 fő (2023. december 31.).

## Népesség
A település népességének változása:
| Lakosok száma | 2653 | 2629 | 2639 | 2756 | 2835 | 2802 |
|               | 2016 | 2017 | 2019 | 2021 | 2022 | 2023 |